# ハーバリウム
ハーバリウム（herbarium）は、植物学において保存された植物標本の集積（植物標本集）を指す言葉である。こうした標本になっているのは、植物の個体全体または部分である。これらは乾燥処理が施され台紙に貼り付けられたもの（押し葉標本）が通例であるが、素材によってはアルコールや他の防腐剤に浸して保存されるもの（液浸標本）もある。
またいくつかの言語において「herbarium」は標本が所蔵されている建物や、所蔵するだけでなくそうした標本について調査をする科学的機関など、植物標本館を指す言葉でもある。こうした施設としてのハーバリウムは、通常植物園や博物館の重要な部門として設置されている。
ハーバリウムにある標本は、植物分類学に置いて、分類群や類型を調べる参考資料として不可欠ものであるし、その標本がタイプ標本（基準標本）である場合は種の定義の基準であるためなおさらその重要度は高い。
また、インテリア装飾性の高いガラス瓶とシリコンオイルや流動パラフィンなどを用いて、鑑賞目的で製作された植物標本もハーバリウムと呼ばれる。また、近年日本では植物標本に限らず、アート性の高いハーバリウムを製作する新しい技法が開発され、デザイナーズハーバリウム（Designers Herbarium）と呼ばれている。

## 作業

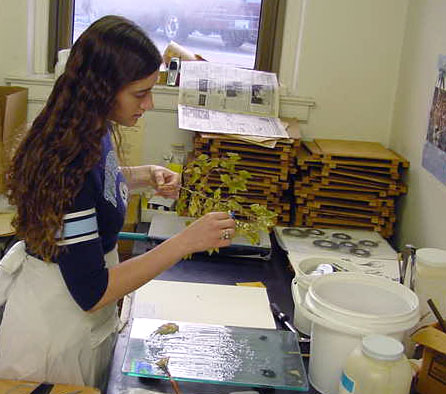
シート貼り付けの準備

その形や色を保存するため、野外から採集された植物（の一部分）は、新聞紙の上に平らに広げて乾燥させる。その際、普通は吸取紙または吸収性のある用紙を間に挟み、植物圧縮機にかける。その後、標本は堅く白いシート（台紙）に貼り付けられ、その植物に関する記載、採集された日や標高、特殊な生息状況など必要なデータラベルが貼り付けられる。その後、このシートは保護用のケースに入れられる。昆虫類の攻撃に対する予防策として、押し葉標本にされた植物は凍結または毒が塗られて処理されるほか、ケースも殺菌消毒される。
植物の詳細な情報にはいつどこでその植物が採集されたのか、生育地、色（時間が経つにつれて色褪せるため）、そして採集者の名前が通例含まれている。

## 利用
植物標本集は植物の分類群の研究、地理的分布の研究、そして植物分類学上の学名を固定させる上で必要不可欠なものである。このため、植物標本には、その植物のできるだけ多くの要素を含んだものが望ましいとされる（花、茎、葉、種子、果実など）。植物学者としても有名なカール・フォン・リンネの植物標本集は、現在イギリスにあるロンドン・リンネ協会が所蔵している。
多くの大学や博物館、植物園は植物標本館を所有している。アメリカ合衆国の有名な植物標本館にはハーバード大学植物標本館、ワシントンD.C.・スミソニアン協会運営の国立自然史博物館にあるアメリカ合衆国国立植物標本館、ニューヨークにあるアメリカ自然史博物館、ミズーリ植物園などがある。また標本館は分類学および分子系統学上利用される、植物のDNA情報源としても有益であることが明らかになっている。